# Renzo Finelli
Renzo Finelli (ur. 24 sierpnia 1945 w Anzola dell’Emilia) – włoski średnio- i długodystansowiec, olimpijczyk.
Zajął 7. miejsce w biegu na 1500 metrów na igrzyskach śródziemnomorskich w 1963 w Neapolu oraz 4. miejsce na tym dystansie na europejskich igrzyskach juniorów w 1964 w Warszawie. Odpadł w eliminacjach biegu na 5000 metrów na mistrzostwach Europy w 1966 w Budapeszcie.
Zwyciężył w biegu na 1500 metrów na igrzyskach śródziemnomorskich w 1967 w Tunisie. Odpadł w eliminacjach tej konkurencji na igrzyskach olimpijskich w 1968 w Meksyku oraz na mistrzostwach Europy w 1969 w Atenach i na mistrzostwach Europy w 1971 w Helsinkach. Zajął 6. miejsce w biegu na 3000 metrów na halowych mistrzostwach Europy w 1972 w Grenoble.
Był mistrzem Włoch w biegu 5000 metrów w 1966 i 1969 oraz w biegu na 1500 metrów w 1971.
Rekord życiowy Finenllgo w biegu na 1500 metrów wynosił 3:40,1. Został ustanowiony 1 lipca 1971 w Mediolanie.